# Hermann Bäumer
Hermann Bäumer (* 28. Januar 1965 in Bielefeld) ist ein deutscher Posaunist und Dirigent.

## Leben
Bäumer begann mit sechs Jahren Klavier zu spielen. Später erhielt er auch Violoncello- und Posaunenunterricht und begann, 1985 in Detmold Schulmusik mit Hauptfach Posaune bei Martin Borowski zu studieren. Seine erste Orchesterstelle erhielt er 1986, als er bis 1992 Bassposaunist der Bamberger Symphoniker wurde. 1992 wechselte er auf die Position eines Wechselposaunisten (2./3. Posaune) zu den Berliner Philharmonikern, mit dessen Blechbläserensemble ihn eine langjährige Zusammenarbeit verband. Während seiner Mitgliedschaft bei den Berliner Philharmonikern studierte Bäumer an der Hochschule für Musik "Felix Mendelssohn Bartholdy" in Leipzig dirigieren.
Als Dirigent stand Hermann Bäumer bei der Deutschen Kammerphilharmonie Bremen, beim Radio-Sinfonieorchester Stuttgart, dem Radiosinfonieorchester Oslo oder den Bamberger Symphonikern am Pult und war beim Rheingau Musik Festival und dem Heidelberger Frühling zu Gast.
Darüber leistet Bäumer Jugendarbeit durch Zusammenarbeit mit den Landesjugendorchestern Nordrhein-Westfalen, Berlin, Rheinland-Pfalz, Baden-Württemberg, dem Bundesjugendorchester und dem Märkischen Jugendsinfonieorchester, dessen Chefdirigent er von 1999 bis 2003 war. 
Bäumer war von 2004 bis 2012 Generalmusikdirektor in Osnabrück und gibt Gastdirigate im In- und Ausland. Er dirigierte in Osnabrück im Jahre 2006 Alex Nowitz’ Bestmannoper bei ihrer Uraufführung, ebenso in der Saison 2004/05 Hans Werner Henzes Wundertheater. 
Mit der NDR Radiophilharmonie nahm Bäumer im Jahre 2007 Ennas Heiße Liebe für cpo, und mit dem Iceland Symphony Orchestra Jón Leifs Edda I für BIS auf. Zu weiteren Plattenaufnahmen gehört die Ersteinspielung des Wundertheater von Henze sowie die Sinfonien Nr. 1 und 2 von Karl Höller mit den Bamberger Symphonikern. 
Im Jahre 2007 dirigierte Bäumer in Osnabrück die Premieren von Puccinis Turandot, Poulencs Gespräche der Karmelitinnen sowie die Uraufführung von André Werners Lavinia A., einer Oper nach Shakespeare. Auf den Konzertprogrammen stehen neben Werken von Mahler, Mendelssohn und Bruckner auch Musik von Tan Dun, Josef Bohuslav Foerster und Dutilleux.
Ab der Spielzeit 2011/2012 ist Bäumer Generalmusikdirektor beim Staatstheater Mainz. Seit 2016 ist er Conductor in Residence der Hofer Symphoniker.